# Allobates conspicuus
Allobates conspicuus е вид земноводно от семейство Aromobatidae.

## Разпространение
Видът е разпространен в Бразилия и Перу.